# 青い森のメッセージ
「青い森のメッセージ」（あおいもりのメッセージ）は日本の都道府県歌の一つ、青森県が2001年（平成13年）1月1日に「県民の歌」として発表した曲である。原曲の歌唱はNon。

## 概要
2000年（平成12年）、青森県知事（当時）・木村守男の発案によりイメージソングの募集が開始され、山内美空の応募作が採用された。歌詞補作・伊藤アキラ、作曲・鈴木キサブロー（弘前市出身）、編曲・斎藤ネコ、プロデュース・服部克久。
2001年4月25日にテイチクエンタテインメントより発売されたNonのマキシシングル『too little palms』にカップリング曲として収録されている他、青森県では本曲のみを収録したCD（Nonが歌唱するバージョン以外にインストゥルメンタルとカラオケバージョンが収録されている）を制作しており、無料配布している（県庁で直接受け取る場合。郵送では送信用80円+返信用140円の切手代220円がかかる）。
歌詞には青森県民一人ひとりが森になり「青い森」という社会を創って「輝くあおもり新時代」をともに拓いていこうというメッセージが込められている。エフエム青森で放送されていた県の広報番組も本曲と同じ「青い森のメッセージ」の名称が使用されていた。番組内容は『情報ぱれっと』を参照。
青森県の県民歌としては本曲の発表以前から1971年（昭和46年）制定の「青森県賛歌」が存在しており、本曲の発表後も「賛歌」を定める県告示は廃止されずなお存続している。しかし、県の公式サイトでは本曲のPRを積極的に行っているのに対し「賛歌」は例規集に制定の告示が掲載されているだけに留まっており、2012年（平成24年）に東京堂出版より刊行された『全国 都道府県の歌・市の歌』でも本曲のみが紹介されている。
2014年11月11日から第一興商の通信カラオケDAMに配信される。